# Victoria Kent

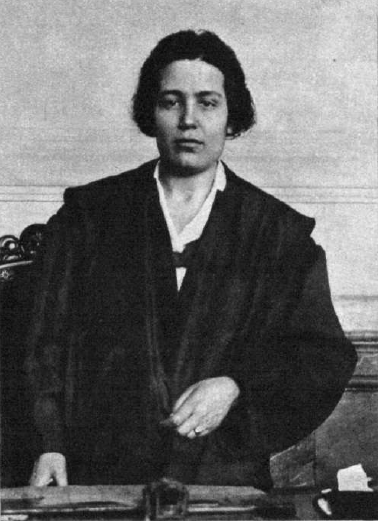
Victoria Kent nel 1931

Victoria Kent Siano (Malaga, 6 marzo 1898 – New York, 25 settembre 1987) è stata un'avvocata e politica spagnola. Fu la prima donna ad entrare nel Collegio per Avvocati di Madrid nel 1925, nel pieno della dittatura di Miguel Primo de Rivera e la prima donna al mondo che esercitò come avvocata presso un tribunale militare.

## Biografia

### Formazione e primi anni
Nata a Malaga, visse lì fino al 1917, cresciuta da suo padre, José Kent Román, un commerciante di scarpe, e sua madre, María Siano González, casalinga. I suoi genitori, di animo liberale e con una mentalità aperta, le permisero di effettuare studi magistrali a Malaga e in seguito di laurearsi in Diritto presso l'Università Centrale di Madrid.
Per quanto riguarda la sua data di nascita, ancora oggi ci sono dubbi riguardo alla sua esattezza. La più plausibile è quella del 6 marzo 1891, tuttavia non se ne ha la certezza poiché la stessa Kent cambiò tale data con quelle del 1897 e 1882 in vari documenti datati sin dal suo arrivo a Madrid. Addirittura c'è chi indica come data di nascita il 1898. Tra le ragioni di questa incertezza si adducono «esigenze di tipo accademico» o perfino «civetteria».
Nel 1906 entrò alla scuola di Magistero di Malaga dove trovò due insegnanti donne che la influenzeranno molto: Suceso Luengo e Teresa Aspiazu. Nel 1917 si trasferì nella capitale per prendere il baccellierato presso l'istituto "Cardenal Cisneros", dove fu accolta favorevolmente grazie all'appoggio della madre e ai contatti del padre. Andò a vivere nella Residencia de Señoritas di Madrid, diretta all'epoca da María de Maeztu, donna che influenzò notevolmente Victoria grazie alla sua personalità.
Nel 1920 entrò alla facoltà di Diritto dell'Università Centrale di Madrid, iscritta come studentessa non ufficiale e seguendo le lezioni di professori come Jiménez de Asúa o Felipe Sánchez-Román. Si laureò nel giugno del 1924, abilitandosi nel gennaio successivo, facendo in questo stesso periodo i suoi primi interventi come avvocato difensore dinanzi ai tribunali. Già nel 1930 cominciò a farsi un nome difendendo davanti al Tribunale Supremo di Guerra e Marina Álvaro de Albornoz, membro del Comitato Rivoluzionario Repubblicano. Questi si era visto arrestato e processato - insieme a molti di quelli che più tardi avrebbero formato il governo provvisorio della repubblica - a causa del fallimento della sollevazione di Jaca, avvenuta nel dicembre di quell'anno. In tal modo, divenne la prima donna ad intervenire dinanzi ad un tribunale di guerra, riuscendo inoltre ad ottenere la liberazione del detenuto. Nel 1931 venne nominata membro della Reale Accademia di Giurisprudenza e Legislazione e, nel 1933, dell'Associazione Internazionale di Leggi Penali di Ginevra.
Oltre a dedicarsi all'avvocatura, Victoria Kent aprì un ufficio di avvocati specializzati in Diritto del lavoro - divenendo la prima donna in Spagna a conseguire questo risultato -, ponendo il suo ufficio nella strada Marqués del Riscal nº5. Inoltre esercitò anche come assessore giuridico del Sindacato Nazionale Ferroviario, giungendo nel 1927 a presiedere il primo Congresso delle Cooperative in Spagna.

### Vita politica
Poco tempo dopo il suo arrivo a Madrid, Victoria Kent si affiliò all'Associazione Nazionale delle Donne spagnole e alla Gioventù Universitaria Femminile, diretta da María Espinosa de los Monteros, rappresentando tale associazione in un congresso a Praga nel 1921.
Affiliata al Partito Repubblicano Radical Socialista (PRRS), fu eletta nel 1931 deputata dell'unione repubblicano-socialista presente nella Cortes repubblicana costituente per la provincia di Madrid con 65.254 voti. Alle elezioni generali del 1936, Victoria Kent fu eletta deputata per la provincia di Jaén, nelle liste di Sinistra Repubblicana, che formava parte del Fronte Popolare.
Arrivò a presiedere il comitato del quartiere centro di Madrid e a fondare il ramo femminile dell'organizzazione: l'Ateneo Femminile Radical-Socialista.
Fu inoltre vicepresidente dal 1926 del Lyceum Club Femenino, recentemente fondato, e fu colei che diede l'input, insieme a Clara Campoamor e Matilde Huici, donne che condividevano i suoi ideali di femminismo, dell'Istituto delle Unioni Intellettuali.

### Direttore Generale delle Prigioni

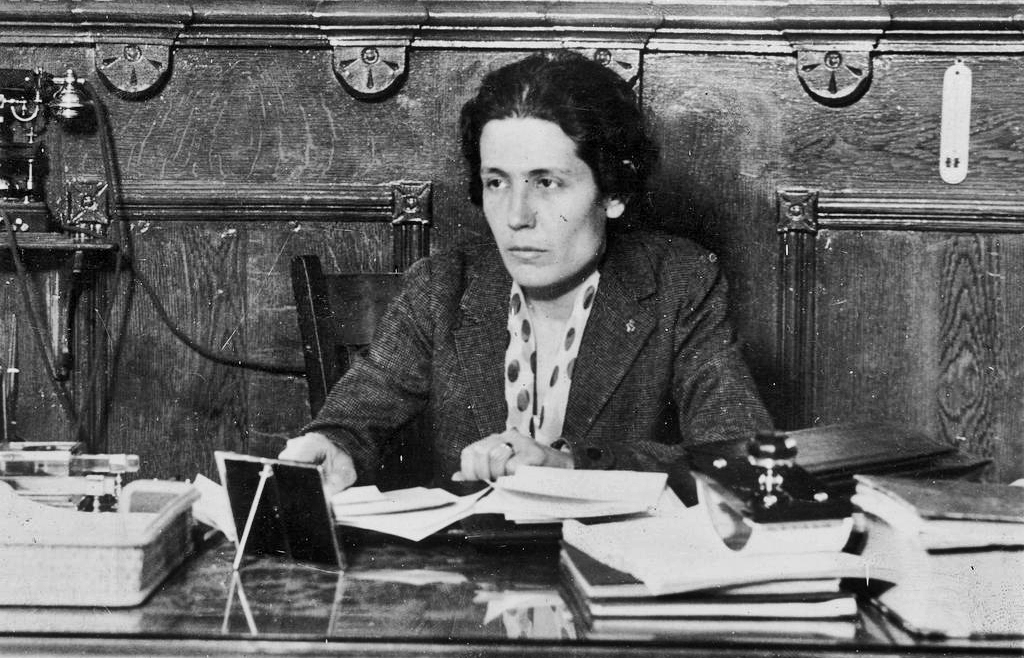
Victoria Kent nel periodo in cui era Direttore Generale delle prigioni

Nel periodo della seconda repubblica fu nominata nell'aprile 1931 Direttore Generale delle prigioni dal governo presieduto da Alcalá-Zamora. Occupò questo incarico per poco più di un anno, con l'obiettivo di riuscire ad ottenere la riabilitazione dei prigionieri, dopo aver constatato lo stato di miseria e abbandono delle prigioni spagnole. Ricoprendo questo incarico introdusse alcune riforme con l'intenzione di umanizzare il sistema penitenziario, continuando il lavoro già iniziato da Concepción Arenal nel XIX secolo. Si dimise il 4 giugno del 1932 (annunciandolo ufficialmente sulla Gazzetta di Madrid l'8 giugno) dopo una feroce campagna della stampa contro di lei dovuta agli scioperi della fame verificatisi a Pamplona e Vitoria da parte di detenuti politici e le numerose evasioni riuscite da parte di vari prigionieri a causa della «negligenza del personale delle prigioni», e in special modo fu significativa l'evasione di 10 prigionieri dalla prigione di Puerto de Santa María.
Tuttavia, riuscì a portare a compimento alcune riforme, ad esempio: il miglioramento dell'alimentazione dei detenuti, la libertà di culto nelle prigioni, l'ampliamento dei permessi per ragioni familiari, la creazione di un corpo femminile di funzionarie delle prigioni ed eliminazione di ceppi e catene (col cui metallo ordinò di costruire una statua in onore di Concepción Arenal). Tra le altre cose, chiuse 114 centri penitenziari, ordinò di costruire il carcere femminile di Ventas, a Madrid - senza celle punitive - e l'Istituto di Studi Penali, diretto da Jiménez de Asúa, che era stato uno dei suoi professori di Diritto.
Le misure prese come Direttore Generale delle prigioni le diedero grande popolarità, facendo apparire il suo nome in un conosciutissimo chotis, El Pichi, parte di un'opera musicale, Las leandras, del compositore Francisco Alonso, che debuttò a Madrid nel 1931, cantata dalla popolare Celia Gámez.

### Opposizione al suffragio femminile
Uno dei momenti più controversi nella vita e l'opera di Victoria Kent fu la sua opposizione al suffragio femminile presso le Cortes spagnole nel 1931, quando si scontrò con un'altra femminista, Clara Campoamor, in una battaglia dialettica e trascendentale riguardo a una questione che avrebbe avuto enormi conseguenze sui diritti delle donne. La sua opinione era che la donna spagnola non possedesse all'epoca la preparazione sociale e politica necessaria e che, a causa dell'influenza della Chiesa, il suo voto sarebbe stato conservatore e avrebbe pregiudicato la vita della Repubblica.
L'opinione della sua avversaria era che, invece, indipendentemente dal risultato delle urne, tutte le donne avevano il diritto di votare, e inoltre Clara Campoamor difendeva l'uguaglianza di genere tra tutti gli esseri umani. Il dibattito fu seguito dai mezzi di comunicazione, che ironizzarono molto sulla situazione con commenti come: "Solo due donne in Parlamento, e guarda caso non sono d'accordo", o "Cosa succederà quando saranno 50?". Di fatto, la stampa le soprannominò ironicamente l'albume e il tuorlo. Dopo il suo intervento, Victoria Kent perse la popolarità precedentemente ottenuta, non risultando dunque eletta alle elezioni del 1933.
Alla fine, il dibattito fu vinto dalla Campoamor, che ottenne quindi la possibilità per le donne di votare nelle successive elezioni del 1933. La destra si presentò unita, al contrario della sinistra, e vinse. In seguito la sinistra incolpò le donne per la sua sconfitta, e, in special modo, Clara Campoamor.
Queste furono alcune delle ragioni che Victoria Kent presentò il 1º ottobre 1931 al dibattito con Clara Campoamor sui diritti delle donne:
(Victoria Kent, Discurso del 1 de octubre de 1931 en las Cortes Españolas)

### Guerra Civile spagnola
Con lo scoppio della guerra civile si vide costretta a scappare in esilio, come molti altri repubblicani. Mentre fuggiva verso la frontiera, accompagnò molti dei figli dei soldati che combattevano al fronte al fine di facilitarne l'evacuazione, dopo aver lanciato vari appelli affinché non fossero abbandonati. Si rifugiò a Parigi, e venne nominata prima segretaria dell'ambasciata spagnola nella capitale francese, per permetterle di continuare a prendersi cura dei bambini rifugiati. Fu responsabile della creazione di rifugi e asili nido con questa finalità.

### Seconda guerra mondiale
Fino alla fine della guerra civile rimase a Parigi, concentrando tutti i suoi sforzi nell'aiutare gli esiliati spagnoli nella capitale e nel loro viaggio verso l'America. Tuttavia, quando Parigi venne occupata il 14 giugno 1940 dai nazisti, Victoria Kent si vide obbligata a rifugiarsi presso l'ambasciata messicana per un anno. Inoltre, il suo nome figurava nella lista nera che la polizia franchista aveva consegnato al governo collaborazionista di Vichy.
Fu giudicata dai tribunali di Franco e, nell'ottobre 1943, quando era ancora a Parigi, il Tribunale contro la Massoneria e il Comunismo la condannò come ribelle a 30 anni di prigione, con la pena accessoria della decadenza assoluta come avvocato e l'espulsione dal territorio nazionale. La Croce Rossa le offrì un appartamento nel quartiere del Bois de Boulogne (o di Boulogne), dove visse fino al 1944 sotto falsa identità. In questo periodo, con l'identità di Madame Duval, scrisse Quattro anni a Parigi, un romanzo con chiari riferimenti autobiografici riflessi nel protagonista, Placido, alter ego dell'autore.

### Esilio
Victoria Kent si trasferì in Messico nel 1948. Lì collaborò per due anni alla creazione della Scuola di Preparazione per il Personale delle Prigioni, di cui fu direttore, e diede lezioni di Diritto Penale all'Università. Richiesta all'ONU, nel 1950 si trasferì a New York, dove collaborò con la sezione di difesa sociale e realizzò uno studio sul pessimo stato delle prigioni latinoamericane. Tra il 1951 e il 1957, una volta abbandonato il precedente incarico, che riteneva eccessivamente burocratico, fu ministro senza portafoglio del governo della seconda repubblica spagnola in esilio, divenendo la seconda donna ad occupare questo posto dopo Federica Montseny.
Inoltre, fondò e diresse la rivista Iberica, finanziata da Louis Crane per vent'anni (1954-1974) e indirizzata a tutti gli esiliati lontani dalla loro patria, come lei. Nel 1977, quarant'anni dopo essersi esiliata in Francia, Victoria Kent tornò in Spagna, venendo ricevuta con affetto e ammirazione dal suo seguito. Ciononostante, tornò a New York, dove passò i suoi ultimi giorni, morendo il 26 settembre 1987. Nel 1986 le venne concessa la medaglia di San Raimondo di Peñafort, però a causa della sua avanzata età non poté andare personalmente a ritirarla.

## Vita privata
Nel 2016 è stato pubblicato il libro Victoria Kent e Louise Crane a New York. Un esilio condiviso, nel quale la professoressa Carmen de la Guardia analizza per la prima volta in profondità la relazione intellettuale e sentimentale tra Victoria Kent e la filantropa Louise Crane, basandosi su documentazione privata. Secondo il libro, la Kent e la Crane ebbero una relazione sentimentale dal principio degli anni cinquanta fino alla morte della prima e, sebbene non vissero insieme per buona parte della durata della loro relazione, questa era nota alle persone che le circondavano.
Victoria Kent non pianificò di andare a vivere nell'appartamento milionario della famiglia di Louise Crane nella quinta strada di New York fino alla morte della madre della Crane nel 1972. Nel suo salotto furono organizzate riunioni la cui lista degli invitati era elaborata dal Dipartimento di Stato, come spiegato nel libro. In quel mondo, spiega La Guardia, Victoria Kent, sebbene non conoscesse perfettamente l'inglese, si inserì bene e sfruttò questo fatto per sostenere la sua causa: la lotta al franchismo e la fondazione di una nuova cultura politica repubblicana in Spagna.

## Opere

### Opera politica
Victoria Kent intervenne attivamente nelle deliberazioni della Camera concernenti il progetto della Costituzione della Repubblica. Tra i suoi emendamenti spicca quello dell'Articolo 1 "La Spagna è una repubblica di lavoratori, liberale per principio, di fondamento democratico e orientamento sociale. Il potere civile, l'unico che esiste, viene dal popolo. Ogni autorità e gerarchia sociale è subordinata ad esso.", che venne accettato in blocco tranne che per la parte dove si diceva che il potere civile era l'unico esistente. Un altro intervento fu quello inerente allo stato laico. L'articolo 25.3 diceva che nessuno poteva essere obbligato a dichiarare la propria confessione religiosa, e a questo lei aggiunse "né queste credenze potranno esercitare alcun influsso nelle relazioni civili". In quanto ai diritti della famiglia, stabilì l'equiparazione tra figli legittimi e illegittimi, la protezione dell'infanzia e la maternità, l'uguaglianza di retribuzione salariale tra uomini e donne e il diritto a manifestare apertamente. Infine, suoi erano gli articoli 39 e 40 del progetto, riguardanti questioni sociali, di deportazione ed esilio.

### Opera letteraria
L'opera letteraria di Victoria Kent non è molto ampia, però al suo interno possono distinguersi vari generi letterari che vanno di pari passo con le vicissitudini del periodo in cui visse.
- In primo luogo, un gruppo di scritti composto da saggi o conferenze. La prima pubblicazione è il testo della conferenza di Praga che pronunciò all'ateneo di Madrid il 17 aprile 1921. Si tratta del commento alla sua partecipazione al Congresso internazionale e studentesco di Praga in rappresentanza dell'Unione nazionale degli studenti spagnoli e della gioventù universitaria femminile. I suoi saggi, d'altra parte, trattano la carenza di diritti delle donne e le dure condizioni di vita nelle carceri, mostrando inoltre preoccupazione per la mancanza di istruzione nel popolo. Scrisse questi testi venendo influenzata dalla scrittrice francese George Sand.
- In un altro gruppo troviamo conferenze sulla sua attività come Direttore delle Prigioni, pubblicate posteriormente.
- Il 29 dicembre 1980 inviò una lettera in cui narrava il suo rapporto con Pablo Picasso negli anni dell'esilio, le circostanze della creazione della Guernica, le visite di Picasso all'ambasciata spagnola per informarsi sull'evoluzione della guerra civile, e il debito che la Spagna aveva col pittore.
- Poi, una piccola pubblicazione intitolata Picasso: un destino sideral che scrisse nell'Ateneo di Malaga nel 1991. Corrisponde ad una lettera inviata dalla Kent il 18 maggio 1981 su richiesta del suo presidente, da New York, con oggetto l'omaggio al centenario della nascita di Picasso.
- Infine, due prologhi. Il primo a Vicente Ribas, e il secondo a Salvador de Madariaga.

La sua opera più importante corrisponde alla redazione della rivista Ibérica. Nel 1954 fu abbozzato un progetto che diede luogo ad un bollettino e in seguito ad una rivista. Il suo scopo era quello di mantenere viva un'opposizione ai regimi dittatoriali, ragion per cui coloro che collaborarono alla rivista lo fecero con pseudonimi. La fondazione della rivista Ibérica fu il mezzo più efficace che la Kent trovò per rovesciare la dittatura franchista e restaurare la repubblica in Spagna. La rivista nacque "con il fine di informare il popolo americano sulla situazione della Spagna sotto la dittatura franchista. (...) Avevamo verificato quotidianamente che la stampa americana manteneva il silenzio sulla Spagna".
È anche importante mettere in risalto l'unico libro che Victoria Kent scrisse. Si tratta di Quattro anni a Parigi, che scrisse con uno pseudonimo a Parigi, città all'epoca occupata dai nazisti. Si tratta di una testimonianza in forma di diario e narrazione romanzata degli anni che trascorse in quella città fuggendo dal franchismo e dalla Gestapo. Fu pubblicato per la prima volta in Spagna nel 1978.